# Pļaviņas
Pļaviņas er beliggende i Aizkraukles distrikt i det centrale Letland og fik byrettigheder i 1927. Byen hed tidligere Stukmaņi. Før Letlands selvstændighed i 1918 var byen også kendt på sit tyske navn Stockmannshof.